# Kunbir cephalotes
Kunbir cephalotes är en skalbaggsart som först beskrevs av Maurice Pic 1928.  Kunbir cephalotes ingår i släktet Kunbir och familjen långhorningar. Inga underarter finns listade i Catalogue of Life.